# Iglesia del Gesù (Frascati)
La iglesia del Gesù es un lugar de culto católico ubicado en la localidad de Frascati, en la provincia de Roma, en la sede suburbicaria de Frascati.

## Historia
En el lugar de la iglesia actual se construyó en 1520 una pequeña iglesia dedicada a la Santísima Virgen María, construida a instancias del señor feudal Lucrezia Della Rovere; poco después, monseñor Alessandro Rufini hizo construir una pequeña capilla dedicada a María Magdalena  anexa a la pequeña iglesia. Las dos iglesias fueron confiadas respectivamente a la Congregación de la Santísima Virgen María y al cabildo de la iglesia de Santa María en Vivario. En 1554 la Congregación de los Nobles de la ciudad inició la construcción en el solar de la actual iglesia, contiguo a las otras dos iglesias, de un oratorio de los Nobles, inacabado por falta de fondos.El 1 de marzo de 1560 el PP. Los jesuitas, en la persona del padre Organtino Gnero, tomaron posesión de la iglesia de la Santísima Virgen, la capilla de la Maddalena y los conjuntos adyacentes, iniciando su presencia en la ciudad. En 1595 los jesuitas y la Congregación de Nobles decidieron reconstruir una sola iglesia en el lugar de la actual, y en 1597 se completó el edificio, dedicado a la Beata María Annunziata  Las medidas de esta iglesia son sensiblemente menores que la actual: 17 metros de largo y 9 metros de ancho. El proyecto fue realizado por el arquitecto padre Giovanni de Rosis.
El 30 de noviembre de 1694 los jesuitas decidieron ampliar la iglesia, con los enormes fondos (8.000 escudos) legados por la princesa de Rossano Olimpia Aldobrandini, con la condición de que se construyera allí una iglesia. Por ello se llama al arquitecto Carlo Fontana para realizar un proyecto. Sin embargo, como su proyecto era demasiado caro, la elección recayó en el arquitecto padre Gregorio Castrichini, cuyo proyecto fue terminado hacia 1700. La consagración de la iglesia tuvo lugar el 14 de febrero de 1773 por el cardenal obispo Henry Stuart, duque de York.

## Arquitectura

### Externo
La fachada está inspirada en la de la iglesia del Gesù de Roma, y tiene dos hornacinas a los lados del portal con dos esculturas que representan a San Francisco de Borja y San Ignacio de Loyola.

### Interno

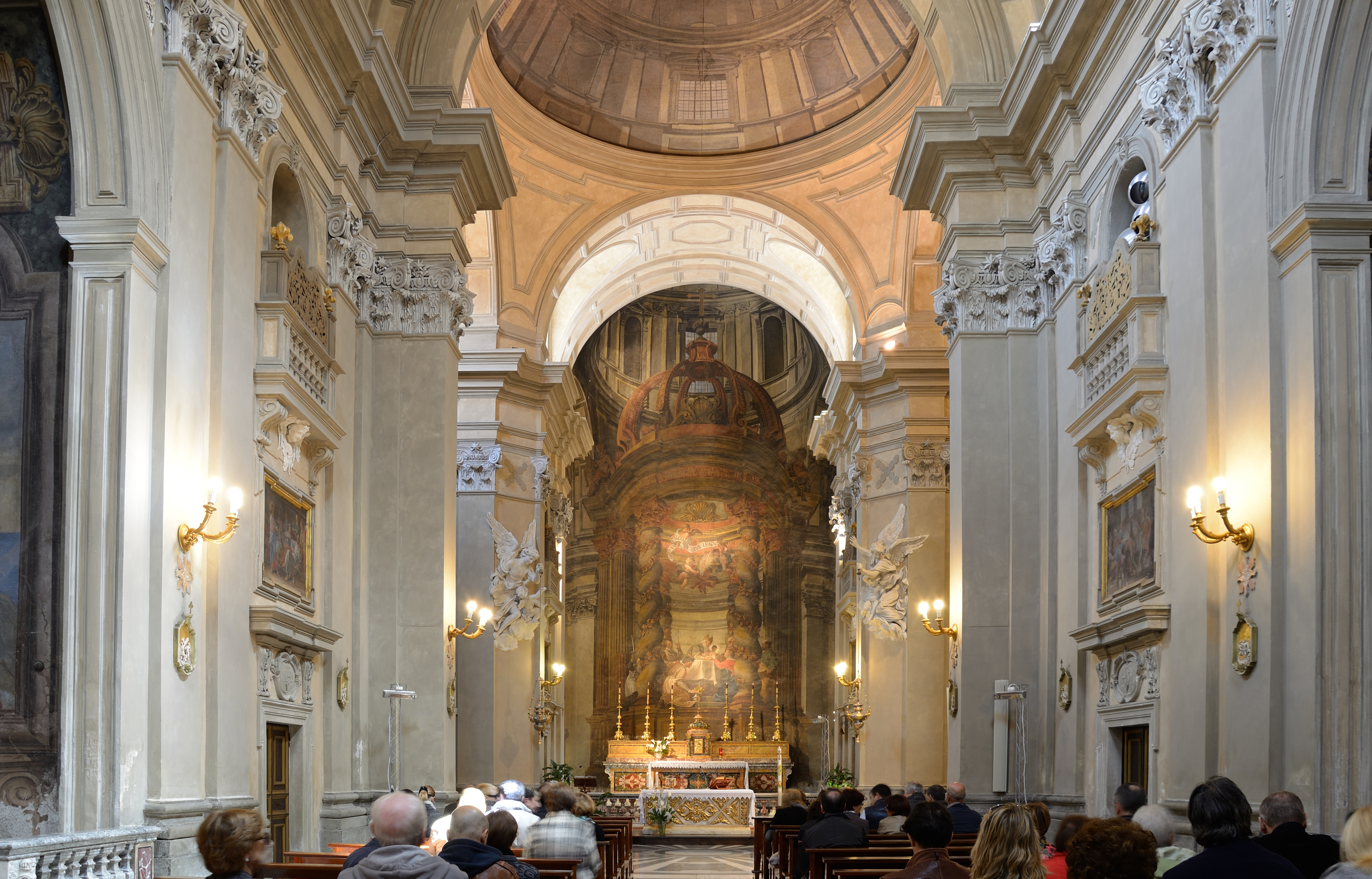
Interno

La planta de la iglesia es de cruz latina, con cuatro capillas laterales, una dedicada a María Magdalena, otra a San Francisco Javier y San Vincenzo Pallotti, otra a San Sebastián y Santa Inés, y una cuarta a la Virgen Refugium pectorirum. Algunas medidas: largo total 35,20 metros; anchura exterior máxima 18,15 metros; Altura hasta el techo 21,10 metros.
Cabe destacar la falsa cúpula pintada en el centro del crucero, probablemente por el padre Andrea Pozzo, autor también de la otra cúpula pintada en la iglesia de Sant'Ignazio da Loyola en Roma. Otras obras presentes en la iglesia (Huida a Egipto, Jesús entre los doctores) también son de Andrea Pozzo. En 2022, se llevó a cabo una intervención de restauración conservadora en parte de los frescos de Riva Impresa Restauri Italia con interesantes hallazgos que salieron a la luz.

## Entradas relacionadas
- Frascati
- Compañía de Jesús
- Antonio Baldinucci

- Datos: Q3585960
- Multimedia: Chiesa del Gesù (Frascati) / Q3585960